# Нестор Григорій Дмитрович
Григо́рій Дми́трович Не́стор (15 березня 1891?/1 липня 1911, село Монастир, колишній Любачівський тепер Ярославський повіт, Підкарпатське воєводство, Польща — 15 грудня 2007, село Старий Яричів Львівська область) — неверифікований український довгожитель.

## Життєпис
Григорій Дмитрович запевняв, що народився 15 березня 1891 року в українському селі Монастир Підкарпатського воєводства (сьогодні - територія Польщі), що підтверджується записом у метричній книзі (Ймовірно, він народився 1 липня 1911 року, але за життя змінив дату народження на 1891 рік). Він був неодруженим, і казав, що це один із секретів його довголіття.
Пережив австрійську, польську, нацистську та радянську владу. Але в жодній армії не служив, бо був малого зросту (ледве 150 см). Також ніколи не хворів та ніколи не вживав ліків. Казав, що одна з його пристрастей — горілка, проте він ніколи не вживав алкоголь у великих кількостях. Пропрацював у колгоспі до 90 років.
Автори Книги рекордів України визнали Григорія Нестора найстарішою людиною країни і пообіцяли внести ім'я українця до Книгу рекордів Гіннеса, але не встигли. 
Помер 15 грудня 2007 року в селі Старий Яричів Кам'янка-Бузького району Львівської області, в якому й похований.